# 阿卜杜拉·坦格里耶夫
阿卜杜拉·坦格里耶夫（Abdullo Tangriev，1981年3月28日—）是乌兹别克斯坦男子柔道运动员。他曾参加2000年、2004年、2008年和2016年三届奥运，其中在2008年北京奥运中获得男子100公斤以上级银牌。